# Target
Target, plným jménem Target Corporation, do roku 2000 Dayton Hudson Corporation, je síť diskontních supermarketů v USA. První obchod této společnosti založil  George Dayton v Minneapolisu roku 1902 pod jménem Dayton Dry Goods Company. Roku 1911 se firma přejmenovala na The Dayton Company. Roku 1962 otevřela firma první diskontní prodejnu a roku 1969 se sloučila se společností J. L. Hudson Company, v dalších letech následovala další spojení a odprodeje částí podniku. Roku 2013 Target expandoval i do Kanady. Dnes firma provozuje tři formáty prodejen: Target, Target Greatland a SuperTarget.